# Изылы (деревня)
Изылы — деревня в Тогучинском районе Новосибирской области. Входит в состав Заречного сельсовета.

## География
Площадь деревни — 70 гектаров.

## Население
| 2002 | 2007 | 2010 |
| ---- | ---- | ---- |
| 264  | ↘232 | ↘177 |

## Инфраструктура
На деревне по данным на 2007 год отсутствует социальная инфраструктура.